# Fontaneto d'Agogna
Fontaneto d'Agogna est une commune italienne de la province de Novare dans la région Piémont en Italie.

## Géographie
La municipalité est située à environ 26 km au nord-ouest de la capitale provinciale Novare. Le territoire est plat, avec des zones vallonnées bordant Romagnano Sesia et Cavallirio.

### Hydrographie
Fontaneto d'Agogna est traversé par les rivières Agogna et Sizzone (it). Il existe de nombreuses fontaines sur le territoire municipal qui sont encore alimentées en eau par des nappes aquifères peu profondes. Parmi elles, on trouve en particulier, la fontaine de Saint-Martin, dont les eaux étaient traditionnellement l'objet d'un culte, la fontaine des Botti sur la limite sud de la commune.

## Histoire
Le nom de Fontaneto (issu du latin désignant la fontaine (dans le sens d'une source), ici complété par le suffixe « -etum » fait référence à la présence de nombreuses sources d'eau sur le territoire municipal. L'importance de l'eau dans l'histoire du pays est également notée par la présence, dans les armoiries municipales, des deux ruisseaux et de cinq sources lumineuses.
Le premier document attestant la fondation d'un castrum sur le territoire aujourd'hui correspondant à Fontaneto d'Agogna remonte à 908 par Bérenger Ier de Frioul.
Face à la propagation de la Pataria, un mouvement qui s'opposait à la corruption rampante au clergé,  l'archevêque Guy de Velate a fait se réunir un concile  à Fontaneto en novembre 1057, pour la condamnation du mouvement.
Le castrum fortifié de Fontaneto, ainsi que ceux d'autres villages du Novarais, a été démoli en 1362 par la volonté de Galéas II Visconti, qui était en guerre avec le marquis du Monferrat Jean II. La décision a été prise pour empêcher le castrum de tomber dans les mains ennemies. Au XVe siècle, une restauration du castrum a été  engagée par la construction à l'intérieur d'une tour pour la volonté du duc de Jean Galéas Visconti. En dépit de la tour de garde, Fontaneto a été saccagée par Facino Cane, l'ennemi des Barbavara, et ne s'est reconstruite qu'en 1456, après la construction d'un nouveau grand château sur les fondations d'anciens bâtiments de l'abbaye.
Au XVIe siècle la population a été décimée en raison des épidémies de typhus et de peste. Au cours de la domination espagnole du Novarais, le château de Fontaneto a été le centre de nombreux affrontements entre les troupes espagnoles et françaises qui ont provoqué la destruction du château (qui a ensuite été reconstruit comme un palais majestueux) et de nombreuses églises et maisons. Au XVIIe siècle, Fontaneto d'Agogna est passée sous la domination de la Maison de Savoie. Au XIXe siècle, le château et les autres structures des Visconti deviennent la propriété d'autres familles, dont les Colleone, Del Maino et Rovida.
Au cours de la Première Guerre mondiale, la commune a eu de nombreuses pertes en termes de vie humaine sur les différents fronts, comme en témoigne le monument aux morts de la Piazza della Vittoria. Comme Suno, Borgomanero et d'autres municipalités, Fontaneto a été une protagoniste de la Résistance dans la région de Novara pendant la Seconde Guerre mondiale. Le 20 septembre 1944, les forces fascistes pillèrent et brûlèrent une grande partie du hameau de Cacciana, au sud du village de Fontaneto : 54 des fermes et des maisons ont été détruites et une grande partie du bétail a été abattu. La décision de détruire le village était probablement due au soutien de la plupart des habitants du hameau envers les partisans. Le hameau a été reconstruit en peu de temps. En mémoire du saccage, se trouve aujourd'hui un monument fait par un artiste local à l'entrée nord de la ville.

## Administration
| Période                                  | Période | Identité              | Étiquette | Qualité |
| ---------------------------------------- | ------- | --------------------- | --------- | ------- |
| 2014                                     |         | Maria Antonia Platini |           |         |
| Les données manquantes sont à compléter. |         |                       |           |         |

### Communes limitrophes
Borgomanero, Cavaglietto, Cavaglio d'Agogna, Cavallirio, Cressa, Cureggio, Ghemme, Romagnano Sesia, Suno (Italie)